# Ronald Ludington
Pour les articles homonymes, voir Ludington.
Ronald Edmund Ludington (né le 4 septembre 1934 à Boston (Massachusetts) et mort le 14 mai 2020 à Newark (Delaware)) est un patineur artistique américain. Il est médaillé de bronze olympique aux Jeux olympiques d'hiver de 1960 avec sa femme Nancy Ludington.

## Palmarès
Avec sa partenaire Nancy Ludington
| Compétition                     | 1957 | 1958 | 1959 | 1960 |  |  |  |  |  |  |  |  |  |  |
| Jeux olympiques                 |      |      |      | 3e   |  |  |  |  |  |  |  |  |  |  |
| Championnats du monde           | 4e   | 5e   | 3e   | 6e   |  |  |  |  |  |  |  |  |  |  |
| Championnats d'Amérique du Nord | 3e   |      | 2e   |      |  |  |  |  |  |  |  |  |  |  |
| Championnats des États-Unis     | 1er  | 1er  | 1er  | 1er  |  |  |  |  |  |  |  |  |  |  |
|                                 |      |      |      |      |  |  |  |  |  |  |  |  |  |  |